# Municipio de Valley (condado de Hot Spring)
El municipio de Valley (en inglés: Valley Township) es un municipio ubicado en el condado de Hot Spring en el estado estadounidense de Arkansas. En el año 2010 tenía una población de 740 habitantes y una densidad poblacional de 9,8 personas por km².

## Geografía
El municipio de Valley se encuentra ubicado en las coordenadas 34°18′56″N 93°17′54″O / 34.31556, -93.29833. Según la Oficina del Censo de los Estados Unidos, el municipio tiene una superficie total de 75.52 km², de la cual 72,43 km² corresponden a tierra firme y (4,08 %) 3,08 km² es agua.

## Demografía
Según el censo de 2010, había 740 personas residiendo en el municipio de Valley. La densidad de población era de 9,8 hab./km². De los 740 habitantes, el municipio de Valley estaba compuesto por el 96,35 % blancos, el 0,68 % eran afroamericanos, el 0,95 % eran amerindios, el 0,14 % eran asiáticos, el 0,14 % eran de otras razas y el 1,76 % eran de una mezcla de razas. Del total de la población el 3,65 % eran hispanos o latinos de cualquier raza.